# Левтер Спиров
Левтер Георгиев Спиров е български просветен деец, директор на първата гимназия в Неврокоп (днес Гоце Делчев) - Природо-математическа гимназия „Яне Сандански“, дългогодишен учител по Философия .

## Биография
Роден е на 20 декември 1919 година в сярското село Горно Броди, скоро след като селото попада в Гърция след Балканските войни. В 1925 година семейството му е изселено от новите гръцки власти заедно с други двайсетина български семейства и се заселва в неврокопското село Брезница. Левтер Спиров постъпва като ученик в първо отделение в есента на следващата 1926 година. По-късно паралелката му е слята с второ отделение и заедно завършват четвърто отделение на началното училище. В 1930 година продължава образованието си в прогимназията в Неврокоп - в същата година училището от педагогическо училище става реална гимназия. В 1939 година завършва с първия випуск на реалната гимназия. След това завършва философия и френски език в Софийския университет в периода 1940 - 1944 година. Отбива военна служба от 1944 до 1946 година. От септември до декември 1946 година е на учителкси стаж в Трета мъжка гимназия в София, като от януари 1947 година е назначен на работа в училището. От учебната 1947/1948 до 1950 година е заместник-директор на гимназията. След като в 1953 година се създават две единни средни училища от първи до единадесети клас в Гоце Делчев, Левтер Спиров е директор на Второ единно средно училище.Почива през 2013 г.  на 94 - годишна възраст 